# Blaubuch (Ostdeutschland)
Das Blaubuch ist eine erstmals 2001 von dem Bibliothekar Paul Raabe verfasste Bestandsaufnahme national bedeutsamer Kultureinrichtungen in Ostdeutschland, also den Ländern Brandenburg, Mecklenburg-Vorpommern, Sachsen, Sachsen-Anhalt und Thüringen. Es umfasst Museen des nationalen Kulturerbes sowie Einrichtungen, die bedeutenden deutschen Persönlichkeiten gewidmet sind (sog. kulturelle Gedächtnisorte).

## Inhalt
Das Blaubuch soll als kulturelles Identifikationsangebot dienen und die Bedeutung der ostdeutschen Kulturlandschaft für das gesamtdeutsche und europäische kulturelle Erbe unterstreichen.
Die Auswahl der Kulturstätten erfolgte auf Initiative des damaligen Kulturstaatsministers Michael Naumann in Abstimmung mit den Kultusministern der Neuen Länder. Die erste Ausgabe des Blaubuches wurde am 26. September 2001 der Öffentlichkeit vorgestellt. In Auswahl und Rangfolge leicht veränderte Auflagen folgten 2002/03 und 2006/07.
Die 23 kulturellen Leuchttürme haben sich in der Konferenz Nationaler Kultureinrichtungen (KNK) organisiert, um insbesondere die Öffentlichkeitsarbeit zu bündeln und aufeinander abzustimmen. Eine konzeptionelle Zusammenarbeit erfolgt auch zwischen den 20 kulturellen Gedächtnisorten (KGO).